# Polemon (geslacht)
Polemon is een geslacht van slangen uit de familie Atractaspididae.

## Naam en indeling
De wetenschappelijke naam van de soort werd voor het eerst voorgesteld door Jan in 1858. Er zijn veertien soorten, inclusief de pas in 2019 beschreven Polemon ater. De slangen werden eerder aan andere geslachten toegekend, zoals Urobelus, Elapomorphus, Miodon, en Cynodontophis.

## Verspreiding en habitat
De soorten komen voor in delen van Afrika en leven in de landen Angola, Benin, Burkina Faso, Burundi, Centraal-Afrikaanse Republiek, Congo-Brazzaville, Congo-Kinshasa, Equatoriaal-Guinea, Gabon, Ghana, Guinea, Ivoorkust, Kameroen, Kenia, Liberia, Malawi, Mali, Nigeria, Oeganda, Rwanda, Sierra Leone, Soedan, Tanzania, Togo en Zambia. De habitat bestaat uit tropische en subtropische bossen, zowel in laaglanden als in bergstreken, en vochtige savannen.

## Beschermingsstatus
Door de internationale natuurbeschermingsorganisatie IUCN is aan negen soorten een beschermingsstatus toegewezen. Acht soorten worden beschouwd als 'veilig' (Least Concern of LC) en een soort als 'onzeker' (Data Deficient of DD).

## Soorten
Het geslacht omvat de volgende soorten, met de auteur en het verspreidingsgebied.
| Naam                | Auteur                                                                                           | Verspreidingsgebied |
| ------------------- | ------------------------------------------------------------------------------------------------ | --- |
| Polemon acanthias   | Reinhardt, 1860                                                                                  | Guinea, Liberia, Ivoorkust, Ghana, Togo, Sierra Leone, Nigeria                                                                                   |
| Polemon ater        | Portillo, Branch, Tilbury, Nagy, Hughes, Kusamba, Muninga, Aristote, Behangana & Greenbaum, 2019 | Congo-Kinshasa |
| Polemon barthii     | Jan, 1858                                                                                        | Guinea, Ivoorkust, Ghana, Kameroen, Liberia |
| Polemon bocourti    | Mocquard, 1897                                                                                   | Kameroen, Equatoriaal-Guinea, Gabon, Congo-Kinshasa, Congo-Brazzaville                                                                           |
| Polemon christyi    | Boulenger, 1903                                                                                  | Congo-Kinshasa, Oeganda, Tanzania, Zambia, Malawi, Kenia, Rwanda, Burundi, Malawi, Soedan, Zambia                                                |
| Polemon collaris    | Peters, 1881                                                                                     | Angola, Kameroen, Congo-Kinshasa, Congo-Brazzaville, Gabon, Equatoriaal-Guinea, Rwanda, Burundi, Oeganda, Nigeria, Centraal-Afrikaanse Republiek |
| Polemon fulvicollis | Mocquard, 1887                                                                                   | Gabon, Congo-Kinshasa, Congo-Brazzaville, Oeganda, Kameroen                                                                                      |
| Polemon gabonensis  | Duméril, 1856                                                                                    | Congo-Kinshasa, Kameroen, Nigeria, Centraal-Afrikaanse Republiek, Congo-Brazzaville, Angola                                                      |
| Polemon gracilis    | Boulenger, 1911                                                                                  | Kameroen, Congo-Brazzaville |
| Polemon graueri     | Sternfeld, 1908                                                                                  | Oeganda, Congo-Kinshasa |
| Polemon griseiceps  | Laurent, 1947                                                                                    | Kameroen, Congo-Brazzaville, mogelijk in Centraal-Afrikaanse Republiek                                                                           |
| Polemon neuwiedi    | Jan, 1858                                                                                        | Mali, Ivoorkust, Ghana, Togo, Benin, Burkina Faso                                                                                                |
| Polemon notatus     | Peters, 1882                                                                                     | Kameroen, Gabon, Congo-Kinshasa, Centraal-Afrikaanse Republiek                                                                                   |
| Polemon robustus    | de Witte & Laurent, 1947                                                                         | Congo-Kinshasa, Centraal-Afrikaanse Republiek, Congo-Brazzaville                                                                                 |